# پارانتروپوس بویسی
پرامردم بویسی با نام علمی Paranthropus boisei گونه‌ای از سردهٔ منقرض‌شدهٔ پارانتروپوس بود. پ. بویسی حدود ۲٫۲–۱٫۴ میلیون سال پیش در شرق آفریقا می‌زیسته است. با فسیل‌های او ابزارهای سنگی الدوایی هم به دست آمده است. با التفات به این که این پرامردم با گونه‌های انسان اشتراک زیستگاهی داشته است مشخص نیست که تا چه اندازه این ابزارها ساخته و به‌کاررفته توسط وی است ولی بر کلیت ابزارسازی وی اتفاق نظر است. حتی ادعا شده است که این انسان‌سا از آتش استفاده می‌کرده است. نام گونهٔ این پارانتروپوس از نام چارلز بویسی که هزینهٔ کاوش‌های دیرین‌شناختی در کشف این پارانتروپوس را عهده‌دار بود گرفته شده است.